# Pfäffinger (Adelsgeschlecht)

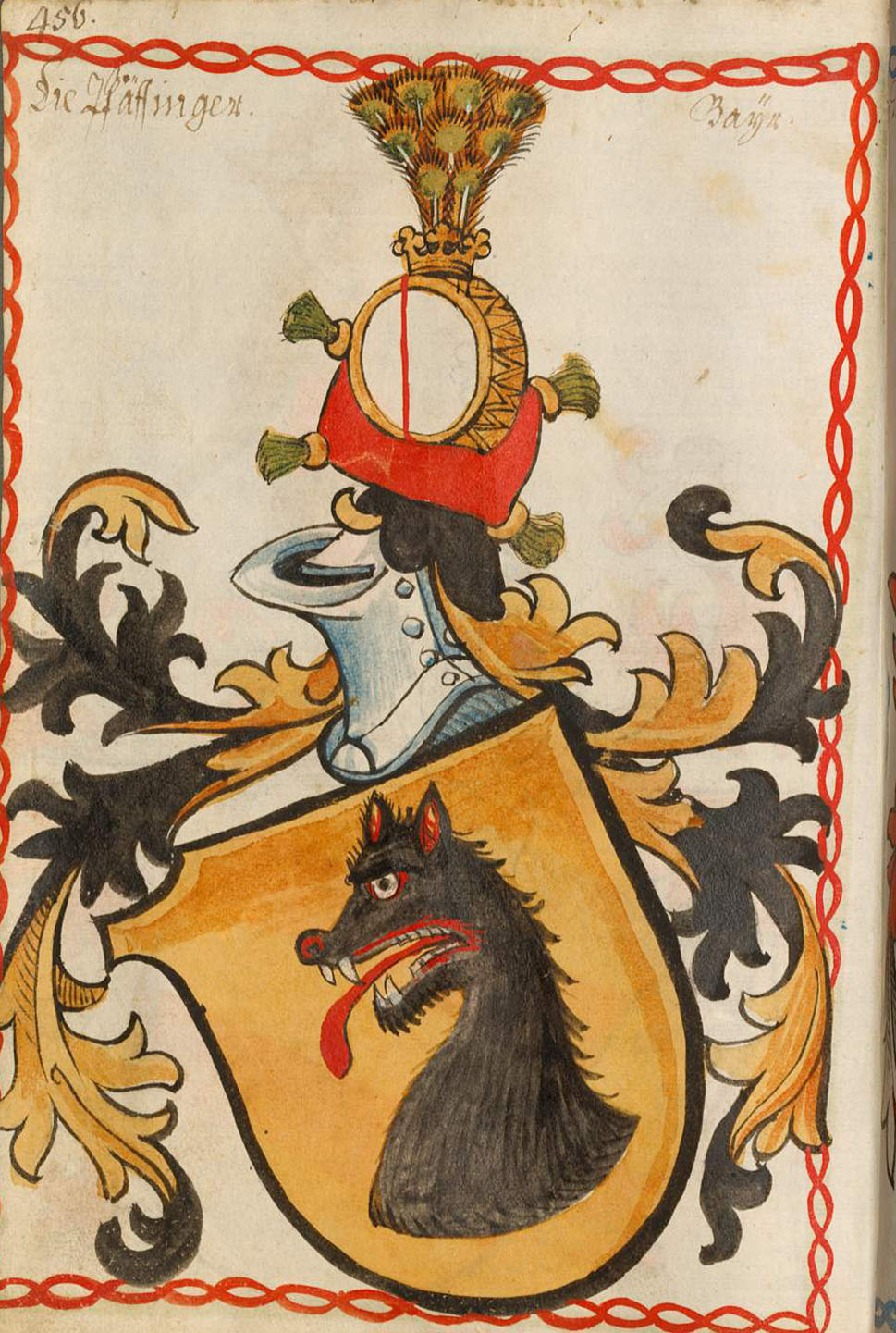
Wappen derer Pfäffinger im Scheiblerschen Wappenbuch

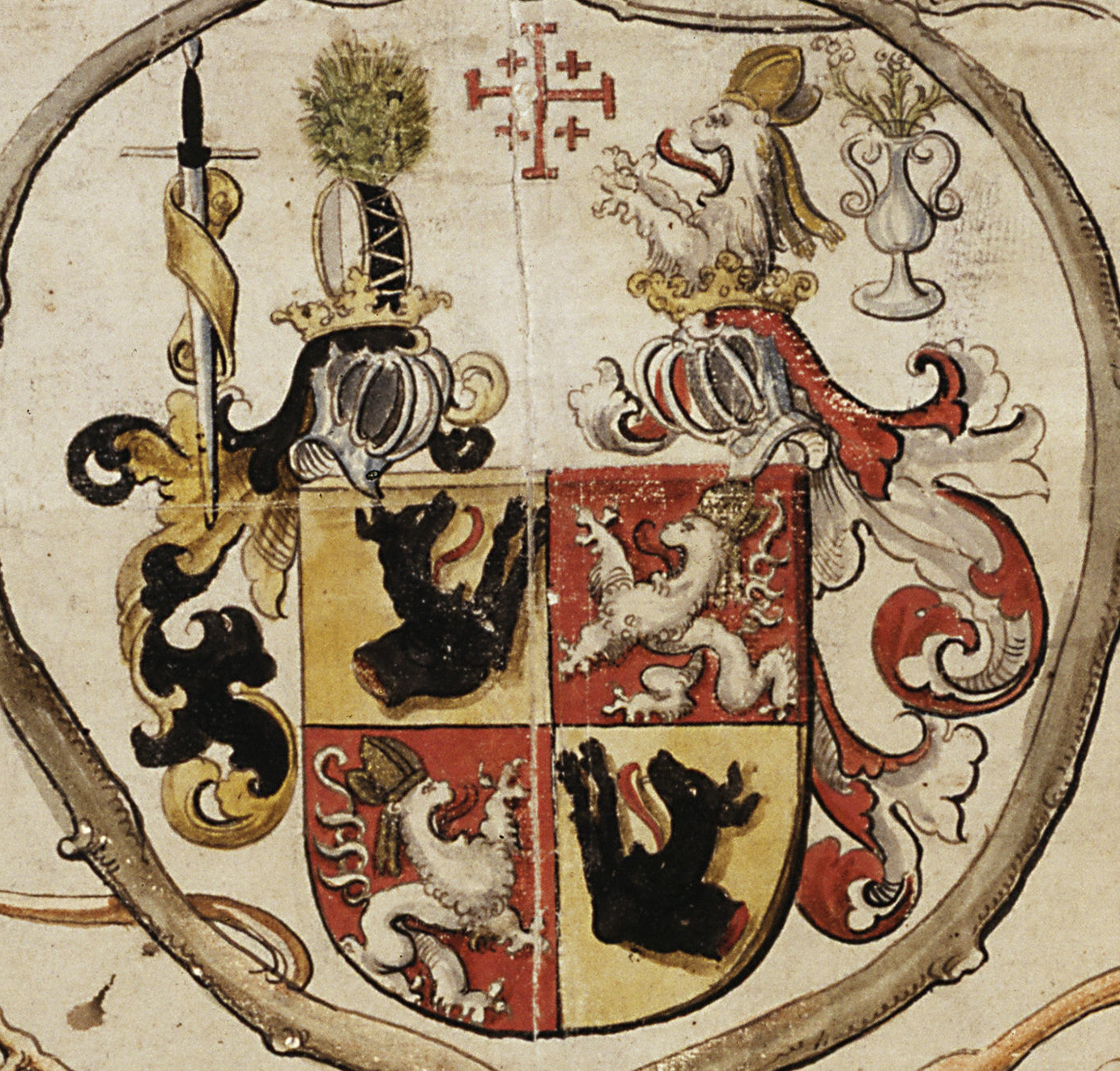
Wappen derer Pfäffinger (um 1510)

Pfäffinger ist der Name eines bayerischen Adels- und Rittergeschlechts, dessen Anfänge bis in das frühe Heilige Römische Reich zurückreichen. Weitere Schreibweise von Namensträgern dieses Geschlechts sind Pfaffinger, Pfeffinger, Pfafinger oder Phfaffinger.

## Geschichte
Die Pfäffinger werden 1203 mit Werner Pfäffinger dem Frommen und seiner Ehefrau Anna Kuchlerin auf Schloss Steeg erstmals erwähnt. Die Herrschaft der Pfäffinger zum Steeg dauerte bis 1476.
Im Totenbuch von Raitenhaslach, wo die frühen Pfäffinger ihre Erbgrablege hatten, finden sich verschiedene Angehörige der Familie, u. a. N. de Pfaffing Erbmarschall in Weyern (1213), Ritter Bernhard Pfaffinger (1216), Johannes, Andres, uxor Agnes, Wilhemus, Christian & Georgius, Heinrich, Stephan, Johannes Senior, Andres, Johannes omnes de Pfaffing & Steg. Schon zu Zeiten Friedrich Barbarossas erlangten die Pfäffingers hohes Ansehen.
Nach Koch-Sternfeld waren diese Pfaffinger damals in Niederbayern begütert. Eine Urkunde von 1307 nennt die Brüder Hans, Nikolas, Andreas und Christian von Pfaffing, ein Ulrich von Pfaffing 1307 dürfte Vetter sein. Diese könnten Pfaffing bei Tittmoning zugeordnet werden, ein Indikator ist ihr Besitz Guntzenberg (auch Gunzenberg) bei Wiesmühl an der Alz und auch Zeugen die Herren von Törring erwähnt werden. Der „edle und gestrenge“ Ritter Andreas Pfaffinger nannte sich um 1342 „zu Salmanskirchen“ (bei Ampfing) nachdem er die alte baufällige Kirche niederreißen, neu aufbauen und anschließend zu Ehren der Hl. Johannes Baptist und Johannes d. Evangelist weihen ließ.
Nach Aussterben der Herren von Landsberg hatten die Pfäffinger von 1375 bis 1519 das Amt des niederbayrischen Erbmarschalls inne. Das Amt wurde dabei vermutlich von der Familie Landsberg geerbt. Seitdem führt die Familie neben ihrem angeblichen Stammwappen (einem silbernen Löwen mit goldener Inful auf Rot) auch das Landsberger Wappen (einen halben schwarzen, rot bezungten Rüden auf Gold).
Ein bekannter Angehöriger der Familie war Gentiflor Pfäffinger, Herr auf Salmanskirchen und ab 1478 Hofmeister Herzog Ludwigs des Reichen von Bayern-Landshut. Seiner ersten Ehe mit Magdalena Huberin von Wildenheim entstammte unter anderen Degenhart Pfäffinger, der vom Vater 1503 die Güter und als Letzter das Erbmarschallamt, von seiner Mutter den Sitz Wildenheim geerbt hatte. Degenhart, der bedeutendste Vertreter seiner Familie, wurde 1493 zum Ritter vom Heiligen Grab zu Jerusalem geschlagen. Er war außerdem Träger des zyprischen Schwertordens und des Aragonischen Kannenordens. 1507 verlieh ihm Kurfürst Friedrich der Weise das Schloss Waldsachsen bei Coburg zur Hälfte als Anspruchslehen. Er starb 1519 auf dem in Frankfurt während der Vorbereitung des Zusammentreffens der Kurfürsten zu der Wahl Karls V. zum Deutschen König vermutlich an der Pest.
Das Geschlecht der Pfäffinger gelangte zu zahlreichen Schlössern und Gütern, darunter die Schlösser Salmanskirchen bei Mühldorf am Inn, Steeg und Zangberg.

## Die Pfäffinger als Niederbayerische Erbmarschalle

### Herausragende Mitglieder der Familie
- Gentiflor Pfäffinger (vor 1442–1503), Herr auf Salmanskirchen und ab 1478 Hofmeister Herzog Ludwigs des Reichen von Bayern-Landshut.
- Degenhart Pfäffinger (1471–1519), Sohn Gentiflors und dessen erster Ehefrau Magdalena Huberin von Wildenheim erbte vom Vater 1503 die Güter und als letzter das Erbmarschallamt, von seiner Mutter den Sitz Wildenheim. Degenhart, der bedeutendste Vertreter seiner Familie, wurde 1493 zum Ritter vom Heiligen Grab zu Jerusalem geschlagen. Er war außerdem Träger des zyprischen Schwertordens und des aragonischen Kannenordens. 1507 verlieh ihm Kurfürst Friedrich der Weise das Schloss Waldsachsen bei Coburg als Anspruchslehen. Er starb 1519 auf dem Reichstag zu Frankfurt am Vortag der Wahl Kaiser Karls V. vermutlich an der Pest.

### Das in der Familie vererbte Marschallamt
Das erbliche Ehrenamt eines Marschalls in Niederbayern ist zwar unstrittig, aber nur in wenigen Quellen belegt. So findet sich bislang nicht der geringste Beweis für die Behauptung der Pfäffinger, sie hätten dieses Amt „auf das Absterben der gesippten Freindt, der Landsberg, hin“ samt dem Rüdenwappen übertragen erhalten. Wiguleus Hund betont sogar ausdrücklich, selbst die Landsberger nicht zu kennen.
Andererseits ist nicht zu bestreiten, dass Angehörige der Pfäffinger den Titel eines „Erbmarschalls“ in Niederbayern führten und dies von den jeweiligen Herzögen von Bayern(-Landshut) nicht beanstandet wurde. Urkundlich gesichert ist, dass Johannes II., Johannes III., Gentiflor und Degenhart Pfäffinger sich unangefochten als Erbmarschälle in (Nieder-)Bayern bezeichnet hatten. Allerdings scheinen auch andere Familien dieses Amt beansprucht und deren Mitglieder sich so bezeichnet zu haben, wenngleich mit weniger Erfolg.
Wie die Familie an das Erbmarschallamt gelangte, ist wiederum ungesichert. So heißt es, dass die Pfäffinger Kaiser Ludwig den Bayern in seinem Kampf gegen den habsburger Gegenkaiser Friedrich den Schönen tatkräftig unterstützt hätten und schließlich 1322 in der Schlacht bei Mühldorf sogar drei Familienmitglieder auf dem Schlachtfeld geblieben seien; nämlich Wilhelm I., Hartpert I. und dessen Sohn Albert III. Demzufolge hätte sich bereits der Sohn Wilhelms I. Johannes II. Pfäffinger Erbmarschall von Niederbayern genannt. Das widerspricht jedoch der sonst kolportierten Jahreszahl 1375 für die Gnadenerhebung.
Der letzte Inhaber des Amtes war Degenhart Pfäffinger, der es 1503 von seinem Vater Gentiflor Pfäffinger geerbt hatte. Wiewohl mit Ende des Landshuter Erbfolgekrieges ab 30. Juli 1505 Gebiet und Herrschaft an die Linie Bayern-München des Hauses Wittelsbach fielen und somit das Haus Bayern-Landshut und damit auch das Herzogtum Niederbayern endete, blieb Degenhart Pfäffinger bis zu seinem Tode 1519 unangefochten Erbmarschall von Niederbayern. Im November 1508 wurde darüber durch den Herzog von Bayern, nämlich durch den Vormund Herzog Wolfgang IV. von Bayern, ausdrücklich in einem Streit entschieden: Nämlich dass Herr Jörg von Gumpenberg Erbmarschall in Oberbayern (Bayern-München) und Herr Degenhart Pfäffinger Erbmarschall in Niederbayern (Bayern-Landshut) seien und bleiben sollen. Diese Zweiteilung blieb sogar noch nach Degenharts Tod bestehen. Herzog Wolfgang IV. verlieh im Dezember 1519 das heimgefallene Ehrenamt über dessen Ansuchen erblich Herrn Alban von Closen.
Hans III. von Herzheim eignete sich als Erbe Degenharts 1519 zwar all dessen Güter, Würden, Titel und Wappen an, die Erbmarschallwürde erlangte er jedoch nicht. Dies, obwohl ihm seine finanzielle Ausstattung einen guten Stand in Bayern sicherte.

### Rüstungsausgaben für den Kriegsdienst
Die Pfäffinger stellten im 15. Jhdt., wie andere adelige Familien, dem Herzog, Heinrich XVI., dem Reichen von Bayern-Landshut, Pferde für den Kriegsdienst. Das ist ein eindrucksvoller Beweis für den Wohlstandes und die Bedeutung der Familie. Dieses „Stellen von Pferden“ bedeutete nämlich das ständige Vorhalten von kriegstüchtigen und einsatzbereiten, voll ausgerüsteten und ausgestatteten Pferden für den jederzeitigen Kriegseinsatz. Zu den Pferden gehörte selbstverständlich auch das Betreuungspersonal, also zumindest ein Rossknecht je zwei Pferde. Nebenbei musste auch noch die Ausrüstung des Pferdes (Teilrüstung, Geschirr, Zaumzeug, Sattel, Decken, Futterbeutel, Tränksack, Ersatzeisen etc.) vorgehalten und gepflegt werden. Gab es Krieg, so wurden die Pferde aus dem Betrieb des Besitzers genommen und mit dem Zugehör von den leibeigenen Pferdeknechten zu den Haufen des Landesherrn gebracht und durch den Feldzug weiterbegleitet.
Die Pfäffinger zu Salmanskirchen (Christianische Linie) stellten dabei 4 Pferde, die Pfäffinger zum Steeg (Wilhelminische Linie) 3. Von den Pfäffinger zu Drechselsried (Hartpertinische Linie) ist eine ähnliche Verpflichtung anzunehmen, jedoch keine konkrete Zahl bekannt.

## Besitzungen der Pfäffinger

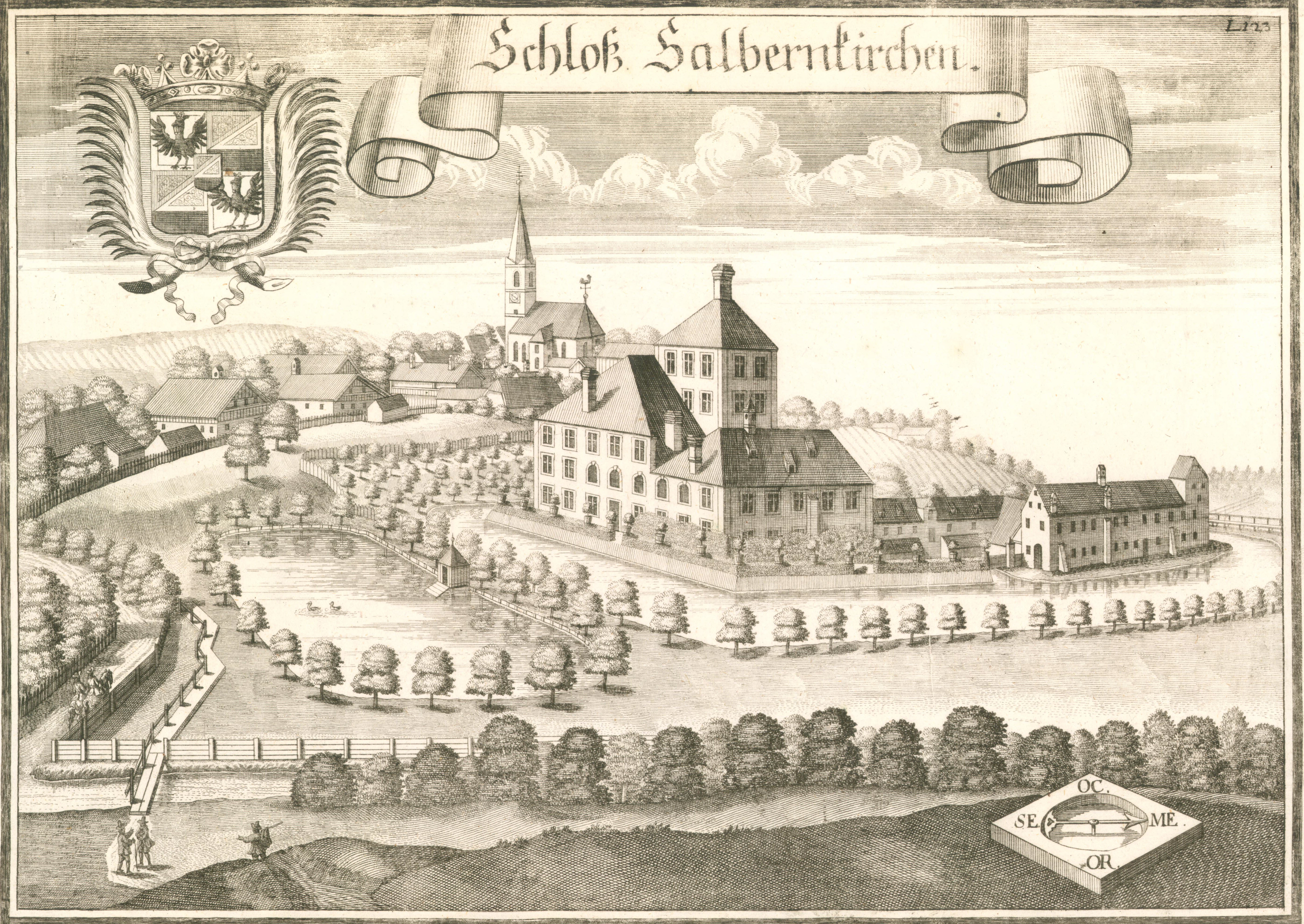
Schloss Salmanskirchen, Stich von Michael Wening aus 1723.

- offene Hofmark und Schloss Steeg bei Buchbach
- offene Hofmark und Schloss Salmanskirchen (niedergebrannt, heute ist nur noch die Kirche zu Salmanskirchen übrig)
- offene Hofmark Drechselsried
- Hofmark zu Landsberg[8]
- Schloss Deutenkofen
- Schloss Seldenau
- Schloss Hallenberg
- Schloss Wildenheim
- Schloss Zangberg (1/2)
- Schloss Waldsachsen bei Coburg (1/2, Anspruchlehen)
- Dandlhof zu Hörmetsham bei Freutsmoos, Gemeinde Palling, bis 1419[9]
- ein Hof in Ramsdorf (bei Kay)
- zwei Güter zu Buch (wohl Oberbuch)[10]
- freieigene Hube zu Pfaffing bei Kirchheim, Gemeinde Tittmoning, bis 1375[10]
- ein Gut zu Walthaiming (Gemeinde Obing)[11][12]
- einzelne Höfe in Veicht (Neumarkt an der Rott), Pulspach (Gerichtsbezirk Biburg, Amt Velden), Brand, Gunzenberg bei Tittmoning, bei Laufen, in Rotenhub[10] (Ort noch nicht identifiziert), in Öd[10] (Gemeinde Fridolfing), in Klebham (Gemeinde Fridolfing)[10], Meggenthal

## Wappen
Als niederbayrische Erbmarschälle führten sie neben dem angeblichen Stammwappen (ein silberner Löwe mit goldener Inful auf Rot) auch das Landsberger Wappen (einen halben, rot bezungten schwarzen Rüden oder Wolf auf Gold). Die Helmzieren der Familie war eine mit Pfauenfedern besteckte Trommel auf einem Polster zum Rüdenwappen und der infulierten Löwe zum Löwenschild.

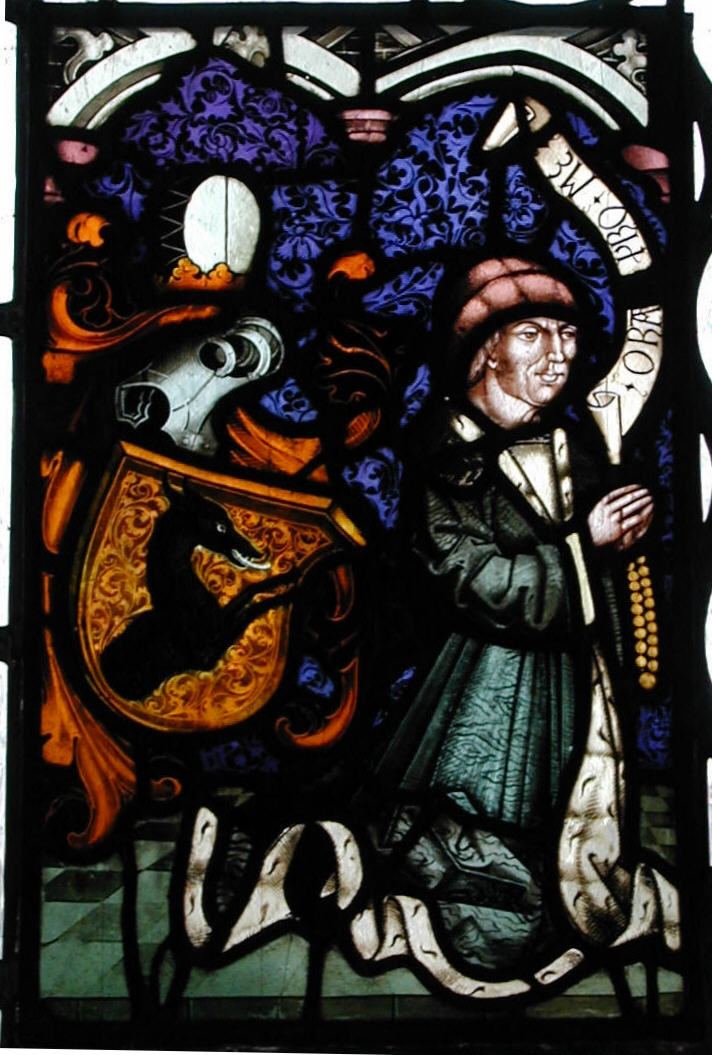
Gentiflor Pfäffinger († 1503), Erbmarschall von Niederbayern, mit Rüdenwappen, Glasfenster, Kirche von Salmanskirchen.

Dass das Löwenwappen das Stammwappen sei, ist nicht gesichert. Außer Degenhart führt es nur noch Berchtold als Teil seines gevierten Schildes, wie es von seinem nicht mehr existierenden Grabmal in der Pfarrkirche zu Linz, Oberösterreich, belegt ist. Berchtold siegelt allerdings auch mit diesem Wappen bereits um 1460.
Degenhart Pfäffinger erreichte bei Kaiser Maximilian I. eine Wappenbesserung und führte ab da ein geviertes Wappen mit dem Rüdenwappen im 1. und 4. und dem geinfelten Löwen im 2. und 3. Feld, mit jeweils den zugehörenden Helmen über dem 1. und 2. Feld. Eine zweite Wappenbesserung nach dem Erwerb des Schlosses Zangberg zeigte wieder das Rüdenwappen im 1. und 4. Feld, für Zangberg nun aber in den Feldern 2 und 3 eine rote Zange auf Silber und das Löwenwappen als Herzschild.
Nach Degenharts Tod nimmt Hans III. von Herzheim das Rüdenwappen in sein eigenes auf, offenbar für den von ihm geerbten Besitz Salmanskirchen. Das erscheint wiederum deshalb merkwürdig, weil dieses Wappen ja mit der bayrischen Marschallswürde in Verbindung gebracht wird, für Salmanskirchen also eher das Löwenwappen zu stehen hätte. Die Erklärung dafür dürfte in der Zeit und ihren Gebräuchen, in ganz pragmatischen Überlegungen zu dem mit dem Zeichen verbundenen Ansehen, in der Dokumentation des damit implizit gestellten (vermeintlichen) Anspruchs auf das Marschallsamt oder schlicht in einer persönlichen Vorliebe liegen.

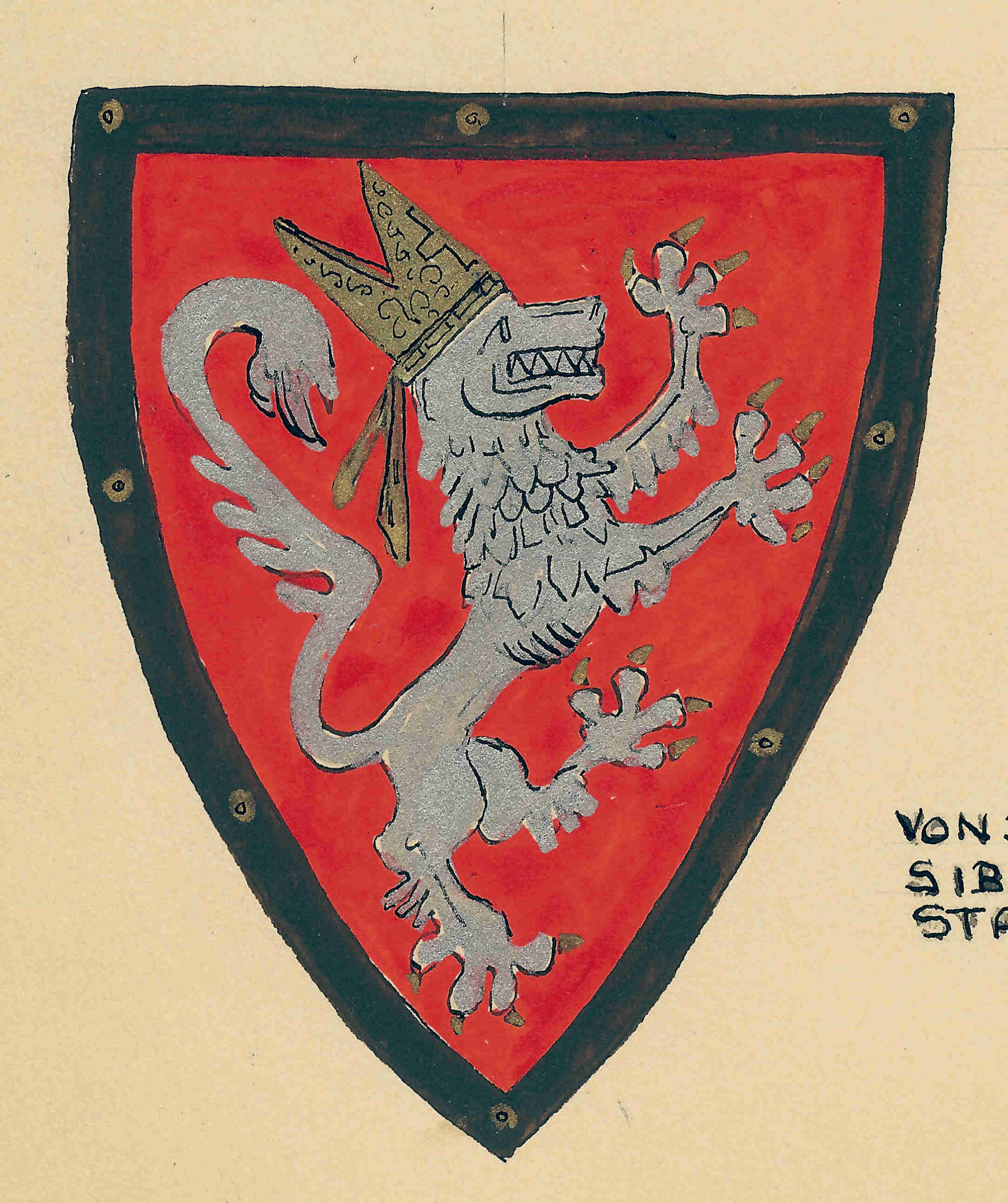
Sogenanntes Stammwappen der Pfäffinger
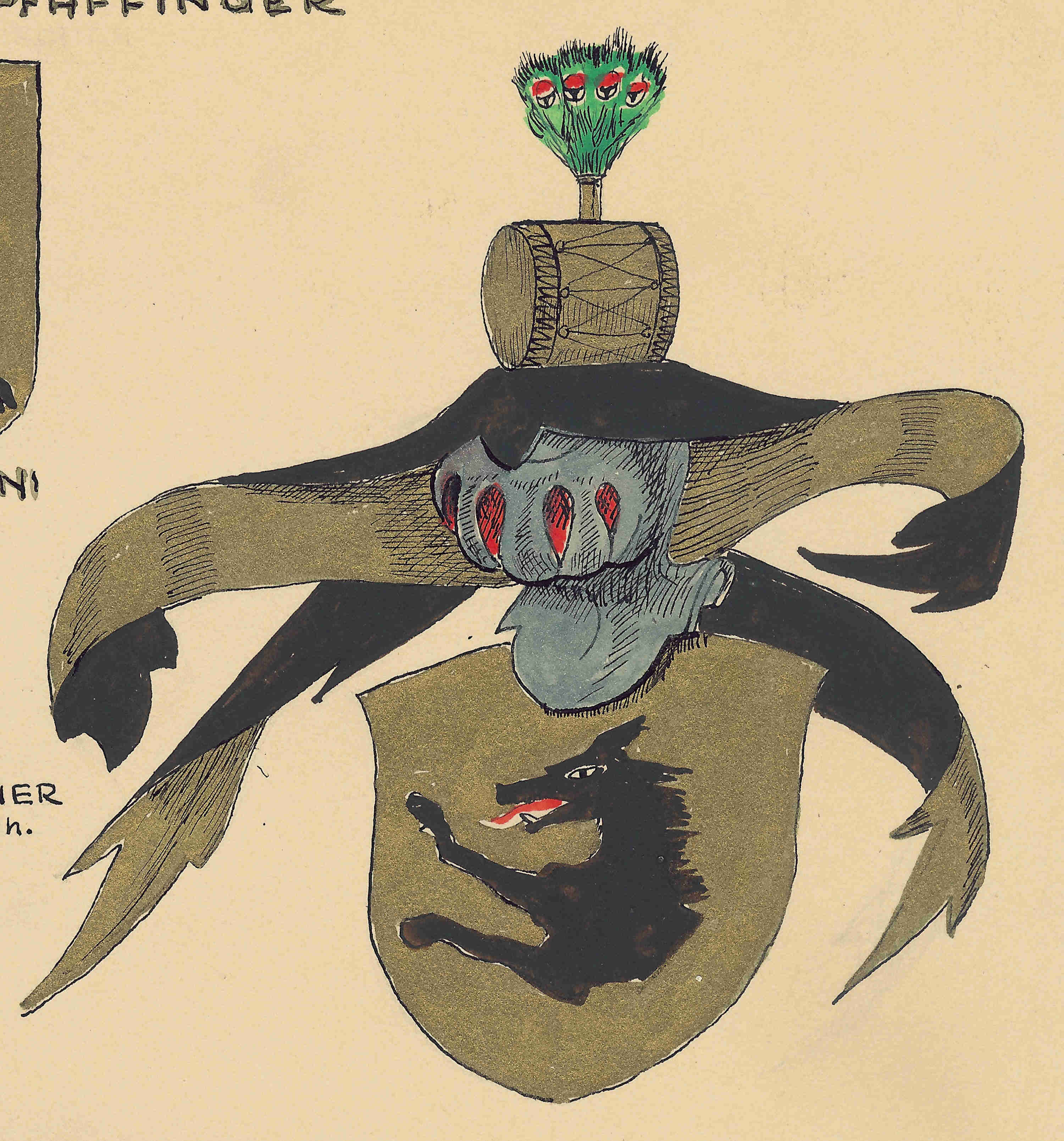
Rüdenwappen der Pfäffinger (angeblich das Stammwappen der † Landsberger, der unmittelbaren Vorgänger in der Erbmarschallwürde)
Wappen des Degenhart Pfäffinger ab 1511

## Filiation

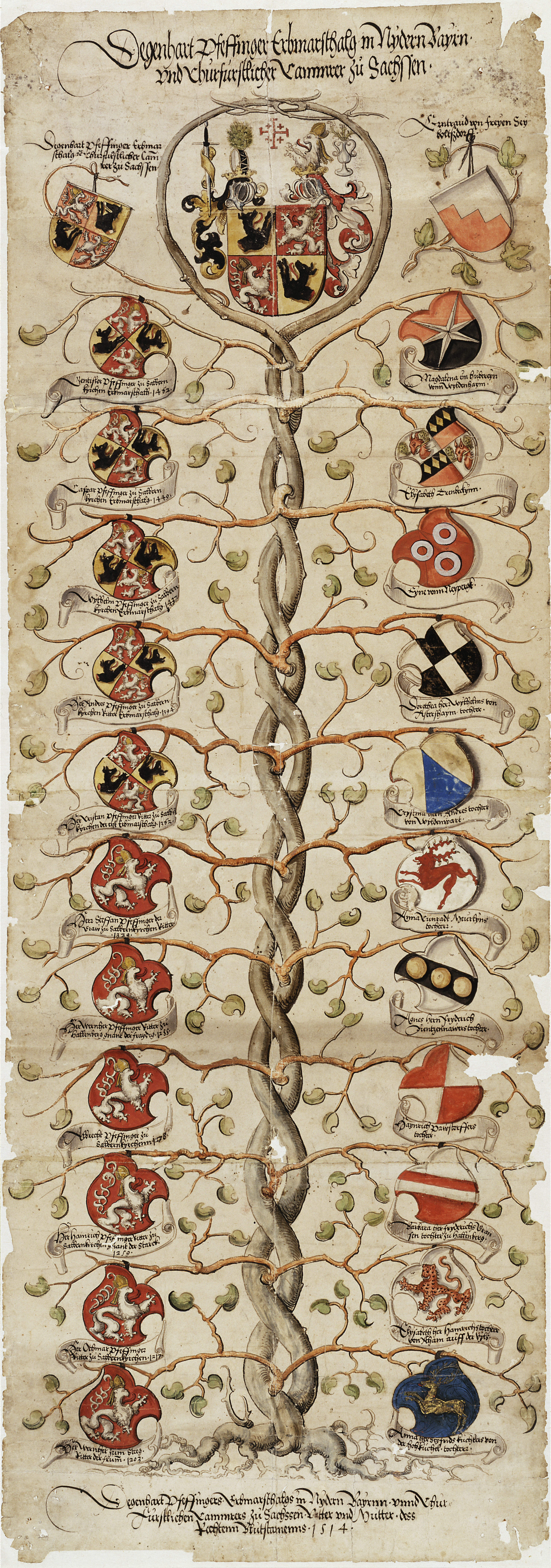
Stammbaum der Pfäffinger, verm. von Wilhelm Pätzold, genannt „Meister von Mühldorf“, um 1510.

Nach Wiguleus Hund stellt sich der Stammbaum der Pfäffinger mit Ergänzungen wie folgt dar:
Die Reihe beginnt mit Mengenwart Pfäffinger. Er hatte folgende Nachkommen:
- A1. Sigboto Pfäffinger
  - B1. Aschwin
  - B2. Pabo Pfäffinger
  - B3. Dietrich Pfäffinger
  - B4. Pilgrim
  - B5. Wernher I. Pfäffinger ⚭ Anna Kuchlar (1203 bei Steeg)
    - C1. Altmann Pfäffinger
    - C2. Brigitta Pfäffinger
    - C3. Othmar I. Pfäffinger ⚭ Elisabeth von Aheim (1227 bei Salmannskirchen)
      - D1. Othmar II. Pfäffinger ⚭ Anna von Clammenstein
        - E1. Heinrich I. Pfäffinger ⚭ Barbara Grans von Uttendorf
          - F1. Albert I. Pfäffinger
          - F2. bis F5. vier weitere, jung verstorbene Söhne

      - D2. Ursula I. Pfäffinger
      - D3. Erasmus Pfäffinger
        - E1. Johannes I. Pfäffinger ⚭ Barbara Graf
          - F1. Friedrich Pfäffinger
          - F2. Sigismund Pfäffinger
          - F3. Albert II. Pfäffinger ⚭ N. von Paulsdorf
            - G1. Wernher II. Pfäffinger
              - H1. Stephan Pfäffinger
                - I1. Christian I. Pfäffinger zu Salmanskirchen
                  - J1. Andreas II. Pfäffinger zu Salmanskirchen ⚭ 1. Agnes NN ⚭ 2. Margaretha Harskircher
                    - K1. (1) Ursula II. Pfäffinger zu Salmanskirchen ⚭ Wilhelm Rohrbeck
                    - K2. (2) Wilhelm II. Pfäffinger zu Salmanskirchen
                      - L1. Caspar I. Pfäffinger zu Salmanskirchen (⚭ 1. Catherina Pellkofer von Hohenbuchbach, † 1436) ⚭ 2. Elisabeth von Trennbeck (auch Trennbach); alle Kinder stammen aus der 2. Ehe
                        - M1. Veronica Pfäffinger zu Salmanskirchen (+ 18. Juni 1477 in Passau, Bayern)⚭ Georg I von Herzheim (* vor 1444, † 4. April 1480)
                          - (- Hans III. von Herzheim (* 27. Dezember 1464, † 1532 in Salmanskirchen), Pächter des kaiserlichen Salzregals in Bad Aussee, ⚭ 1. 28. April 1498 Ehrentraud von Wagingen (+ 25. Oktober 1511), ⚭ 2. 2. Juli 1512 Walburga von und zu Trauttmansdorff (+ 25. September 1520 in Salmanskirchen), ⚭ 3. 1522 Ursula Schneeweiß)
                          - (- Sigmund II. von Herzheim (* um 1469, † 1474))

                        - M2. Sybille (gen. Biblis) Pfäffinger zu Salmanskirchen († 1469 in Salzburg), Konventsfrau auf dem Nonnberg zu Salzburg
                        - M3. Tobias Pfäffinger zu Salmanskirchen († 1444)
                        - M4. Caspar II. Pfäffinger zu Salmanskirchen († 1454)
                        - M5. Ursula III. Pfäffinger zu Salmanskirchen, Konventsfrau zu Riedenburg in Passau
                        - M6. Gentiflor Pfäffinger zu Salmanskirchen († 1503), Hofmeister des Herzog Ludwigs des Herzogs Ludwig von Bayern-Landshut ⚭ Magdalena Huberin von Wildenheim († 1482)
                          - N1. Bernhard III Pfäffinger zu Salmanskirchen zu Salmanskirchen (* vor 1471, † 1482)
                          - N2. Degenhart Pfäffinger zu Salmanskirchen (1471–1519), Ritter, Herr auf Salmanskirchen und Zangberg, Erbmarschall von Niederbayern, Innerster Kämmerer und Rat in Kursachsen
                          - N3. Regina Pfäffinger zu Salmanskirchen (* vor 1463, † 1516), von 1503 bis 1514 Äbtissin des Benediktinen-Frauenstifts Nonnberg in Salzburg
                          - N4. Maria Pfäffinger zu Salmanskirchen (* 1463, † 1528), als Ursula von 1494 bis 1528 Äbtissin des Klosters Frauenchiemsee
                          - N5. Anna Pfäffinger zu Salmanskirchen († 1482)
                          - (N6. Johannes V. Pfäffinger zu Salmanskirchen; seine Existenz ist nicht gesichert und muss bezweifelt werden)

                      - L2. Georg Pfäffinger
                      - L3. Balthasar Pfäffinger

                    - K3. (2) Peter I. Pfäffinger († 1367); Propst des Augustiner Chorherrenstiftes Berchtesgaden 1357–1362
                    - K4. (2) Barbara Pfäffinger zu Salmanskirchen ⚭ Wolfard von Ueberackern
                      - (- Matthäus Ueberackern)
                      - (- Virgil Ueberackern)

                    - K5. (2) Margarete Pfäffinger zu Salmanskirchen ⚭ Alrand Harskircher

                - I2. Wilhelm I. Pfäffinger zum Steeg († 1322, Ampfing)⚭ Anna Schwertferser
                  - J1. Johannes II. Pfäffinger zum Steeg ⚭ Gertrude von Löberskirchen
                    - K1. Johannes III. Pfäffinger zum Steeg ⚭ Lucia Wildbrecht
                      - L1. Walburga Pfäffinger zum Steeg
                      - L2. Johannes V. Pfäffinger zum Steeg

                - I3. Hartpert I. Pfäffinger zu Drechselsried († 1322, Ampfing)
                  - J1. Albert III. Pfäffinger zu Drechselsried († 1322, Ampfing)
                  - J2 Hartpert II. Pfäffinger zu Drechselsried
                  - J3. Friedrich I. Pfäffinger zu Drechselsried ⚭ N. von Degenberg
                    - K1. Peter Pfäffinger zu Drechselsried ⚭ Margerita von Kalmberg vorm Wald
                      - L1. Berchtold I. Pfäffinger zu Drechselsried ⚭ Agnes Göttinger
                        - M1. Berchtold II. Pfäffinger zu Drechselsried (* vor 1443, † nach 1480 in Linz an der Donau, Oberösterreich)
                        - M2. Otto Pfäffinger zu Drechselsried
                        - M3. Johannes IV. Pfäffinger zu Drechselsried
                        - M4. eine Tochter
                        - M5. Margarete Pfäffinger zu Drechselsried ⚭ Egidius Puechpeckh von Puchbach
                        - M6. zwei Töchter

                      - L2. Barbara Pfäffinger zu Drechselsried ⚭ Albrecht von Wildenforst zu der Putzen

              - H2. Wernher III. Pfäffinger
              - H3. Sigismund Pfäffinger
              - H4. Catharina Pfäffinger ⚭ Johannes Stahel von Staheleck
              - H5. Barbara Pfäffinger ⚭ Adam von Frauenhofen
              - H6. Agnes Pfäffinger ⚭ Heinrich von Otting
              - H7. Irmgard Pfäffinger